# Audio, Video, Disco
Audio, Video, Disco, (in latino "sento, guardo, imparo") è il secondo album dei Justice, uscito il 24 ottobre 2011.
Uscito dopo un lungo periodo dal primo album, †, l'album si presenta con uno stile differente rispetto a quello tipico della band francese. Infatti, proprio come ne ha parlato Xavier de Rosnay, è un album molto più leggero e più "facile" da ascoltare, anche se comunque permangono classici elementi della tipica musica elettronica parigina.
L'album, nel suo nuovo stile musicale, nella sua essenza e nel suo concept, di fatto non è altro che un'anticipazione del nuovo e successivo album dei Daft Punk, Random Access Memories, con il quale condivide molti aspetti tipici, oltre che a quelli musicali; per esempio in Audio, Video, Disco, come in RAM e come anche nel precedente , vi sono molte collaborazioni con importanti artisti.
Tra queste collaborazioni vi sono: Ali Love, Vincenzi Vendetta e Morgan Phalen.
Un altro elemento comune con l'album dei Daft Punk è il fatto che l'album dei Justice risulta essere notevolmente influenzato dallo stile di Giorgio Moroder.
L'album è stato inoltre altamente supportato e voluto da tutta l'Ed Banger, specialmente da Busy P.

## Tracce
I nomi delle tracce furono rivelati da Xavier de Rosnay durante un'intervista per il Tsugi magazine il 5 luglio 2011 e successivamente furono confermate da Busy P.
1. Horsepower - 3:40
2. Civilization (feat Ali Love) - 3:38
3. Ohio (feat Vincenzi Vendetta) - 4:01
4. Canon (Primo) - 0:27
5. Canon - 3:39
6. On'n'On (feat Morgan Phalen) - 4:30
7. Brianvision - 3:11
8. Parade - 4:01
9. Newlands (feat Morgan Phalen) - 4:14
10. Helix - 4:28
11. Audio, Video, Disco - 10:31